# 都留文科大学の人物一覧
都留文科大学の人物一覧（つるぶんかだいがくのじんぶついちらん）は都留文科大学に関係する人物の一覧記事。
都留文科大学は、公立唯一の教員養成大学として、これまで教員養成所時代・短期大学時代から多くの小学校・中学校・高等学校教員を全国に輩出してきた。最盛期の1970～1980年代には7割以上が教職についていた。
非教員養成系の比較文化学科設立や少子化の影響を受け以前に比べて教員採用は圧倒的に少ない中、現在も卒業時進路決定者の大きな割合を教員が占めている。公務員をはじめ、一般企業や最近NGO、NPOなどにも進出している。大学院・専攻科への進学後、小中学校・高校の教員のみならず、大学の教員・研究者になる者も多い。

## 著名な教職員

### 歴代学長
- 初代 ： 諸橋轍次 （1960年 - 1964年）
- 第2代 ： 中西清 （1965年 - 1969年）
- 第3代 ： 増谷文雄 （1969年 - 1971年）
- 第4代 ： 下泉重吉 （1973年 - 1975年）
- 第5代 ： 和歌森太郎 （1976年 - 1977年）
- 第6代 ： 大田堯 （1977年 - 1983年）
- 第7代 ： 上田薫 （1984年 - 1990年）
- 第8代 ： 白尾恒吉 （1990年 - 1996年）
- 第9代 ： 久保木哲夫 （1996年 - 2002年）
- 第10代： 金子博 （2002年 - 2008年）
- 第11代： 今谷明 （2008年 - 2010年）
- 第12代： 加藤祐三 （2010年 - 2014年）
- 第13代： 福田誠治 （2014年 - 2021年）
- 第14代：藤田英典（2021年 - 2023年）
- 第15代 : 加藤敦子（2024年 - ）

### 歴代理事長
(初代は元東京ガス専務理事 西室陽一)
- 第2代：大谷哲夫(2013年 - 2016年)
- 第3代：横内正明(2016年 - 2020年)
- 第4代：山下誠(2021年 - )

### 理事長、学長
- 横内正明 - 理事長
- 福田誠治 - 学長兼副理事長

### 文学部

#### 初等教育学科
- 麻場一徳 - （教授　スポーツトレーニング論、陸上競技方法論）
- 後藤道夫  - （教授　現代社会論）
- 鶴田清司  - （教授　教育方法学・国語教育）

#### 国文学科
- 新保祐司 - （教授　学科主任　文芸評論家）
- 楠元六男 - （教授　俳諧研究）

#### 比較文化学科（ - 2023年度）
- 鳥居明雄 - （教授、能楽、日本中世古典文学）

### 教養学部

#### 地域社会学科
・峯田史郎 - (准教授、国際関係論、地域研究、境界研究)

#### 比較文化学科（2024年度 - ）
- 青木深 - （教授、文化人類学、ポピュラー音楽、サントリー学芸賞）

### 共通教育（一般教養）
- 青島広志 - 非常勤講師（音楽理論）
- 池田明良 - 講師
- 三橋順子 - 非常勤講師（ジェンダー論）

### 名誉教授
- 今泉吉晴 - （元初等教育学科・社会学科教授、地域交流センター初代センター長、平成19年度現代GP採択都留フィールドミュージアム構想提唱者）
- 笠原十九司 - （元比較文化学科教授、中国近現代史、南京大虐殺研究）
- 関口安義 - （元国文学科教授）
- 宗内敦 - （名誉教授）
- 鷺只雄 - （名誉教授）

## 主な出身者

### 研究者・学者

#### 比較文化学・コミュニケーション学
- 砂川秀樹 - 文化人類学者

#### 教育学・臨床教育学
- 北澤晃 - 富山福祉短期大学学長
- 有村久春 - 岐阜大学教職大学院教授
- 古田悦造 - 東京学芸大学教育学部教授
- 小田和金貞 - 都留文科大学元副学長・教授
- 水落芳明 - 上越教育大学教授

#### 日本語学・国文学・国語教育学・日本語音声学・日本語教育学
- 藤澤全 - 日本大学大学院教授
- 石川巧 - 立教大学文学部教授
- 楠元六男 - 都留文科大学文学部国文学科教授
- 西山利佳 - 青山学院大学コミュニティ人間科学部准教授（児童文学）
- 長谷川啓 - 城西大学教授
- 澤崎宏一 - 静岡県立大学教授

#### 英語学・英米文学・英語教育学・英語音声学
- 阿部一 - 阿部一英語総合研究所代表、獨協大学外国語学部元教授

#### 社会学・地域社会学・経済学・社会科教育学
- 石阪督規 - 埼玉大学教授
- 岩崎香 - 早稲田大学教授
- 浦達雄 - 大阪観光大学観光学部教授
- 今西一男- 福島大学教授

#### 芸術学（美術・音楽・演劇）
- 赤間亮 - 立命館大学文学部教授
- 四方幸子 - キュレーター、東京造形大学特任教授、京都造形芸術大学客員教授
- 静永健 -  九州大学教授、日本中国学会賞

#### 理学・数学・生物学・化学・地球科学・物理学
- 湊秋作 - 関西学院大学教授　財団法人キープ協会「キープやまねミュージアム」館長、理学博士

### 政界

#### 国会議員
- 輿石東 - 第30代参議院副議長、民主党幹事長・参議院議員会長（都留短期大学）

#### 首長
- 山元宗 - 与論町長

### 財界
- 横山隆俊 - 元T･ZONE社長(JASDAQ:8073)、元セブンシーズ・ホールディングス執行役員(東証2部:3705)
- 奥秋四良 - 株式会社タカラトミー取締役副社長
- 真瀬正義 - 株式会社キーウォーカー代表取締役社長兼CEO
- 宮下泰明 - AppBank株式会社創業者

### 文学

#### 小説
- 今邑彩 - 作家
- 北村英明 - 小説家、作詞家

#### エッセイ
- きくちいま - エッセイスト、イラストレーター

#### 漫画
- 西炯子 - 漫画家、イラストレーター
- 川崎苑子 - 漫画家
- やぶのてんや - 漫画家
- ホリユウスケ - 漫画家

### スポーツ

#### 陸上競技
- 佐野夢加 - 陸上競技選手。ロンドンオリンピック日本代表。都留文科大学総務課職員。

#### 球技
- 松尾奈津子 - バレーボール選手（群馬グリーンウイングス）
- 閑田千尋 - バレーボール選手（群馬グリーンウイングス）

### 芸術

#### 書道
- 安藤豊邨 - 書家。日本刻字協会理事長、豊田書道連盟理事長、愛知教育大学非常勤講師。

#### イラスト
- ボンボヤージュ - イラストレーター　『ちびギャラ』

### 芸能
- 斉藤貴美子 - 声優
- 高梨瑞樹 - グラビアアイドル、YouTuber
- 種市桃子 - 声優
- 前迫潤哉 - 作曲家、シンガーソングライター
- ゆげみわこ - シンガーソングライター

### マスコミ

#### ジャーナリズム
- 上杉隆 - ジャーナリスト、元ニューヨーク・タイムズ東京支局リサーチャー、「ニュースの深層」メイン・キャスター（2012年3月まで）
- 山本美香 - ジャーナリスト（ジャパンプレス所属）、「きょうの出来事」フィールド・キャスター、2003年度ボーン・上田記念国際記者賞特別賞受賞
- 安里愛美  - 日本放送協会ディレクター・ニュースキャスター

#### アナウンサー
- 石踊昌一 - 日本放送協会アナウンサー
- 和泉義治 - 山梨放送アナウンサー、元ラジオ福島アナウンサー

### その他
- 渡辺玉枝 - 登山家
- 細川甚孝 - コンサルタント